# یواس‌اس بریک‌واتر (اس‌پی-۶۸۱)
یواس‌اس بریک‌واتر (اس‌پی-۶۸۱) (به انگلیسی: USS Breakwater (SP-681)) یک کشتی بود که طول آن ۱۰۵ فوت (۳۲ متر) بود. این کشتی در سال ۱۹۰۷ ساخته شد.